# Madison, New Jersey
Madison este o localitate cu statut de borough în comitatul Morris al statului New Jersey, Statele Unite ale Americii. El avea, potrivit recensământului din SUA din anul 2010, o populație de 15.845 de locuitori, reflectând o scădere a populației de 685 de locuitori (-4.1%) din cei 16.530 de locuitori numărați la recensământul din anul 2000, care erau la rândul lor cu 680 mai mulți (+4.3%) față de cei 15.850 de locuitori numărați la recensământul din anul 1990. El este cunoscut sub numele de The Rose City și a fost numit în onoarea președintelui american James Madison.

## Geografie
Potrivit United States Census Bureau, borough-ul Madison are o suprafață totală de 4.218 mile pătrate (10.926 km2), din care 4.2057 mile pătrate (10.891 km2) de uscat și 0.013 mile pătrate (0.035 m2) de apă (0.32%). Madison este situat la aproximativ 25 de mile (40 km) vest de centrul Manhattan-ului și este un oraș suburban al metropolei New York.
Orașele învecinate din comitatul Morris sunt comunitățile Chatham Borough la est, Chatham Township la sud, Morris Township la vest și Florham Park spre nord.

## Orașe înfrățite
Madison este înfrățit cu trei orașe: Madison, Connecticut; Issy-les-Moulineaux, Franța; și Marigliano, Campania, Italia.